# Virgin Galactic

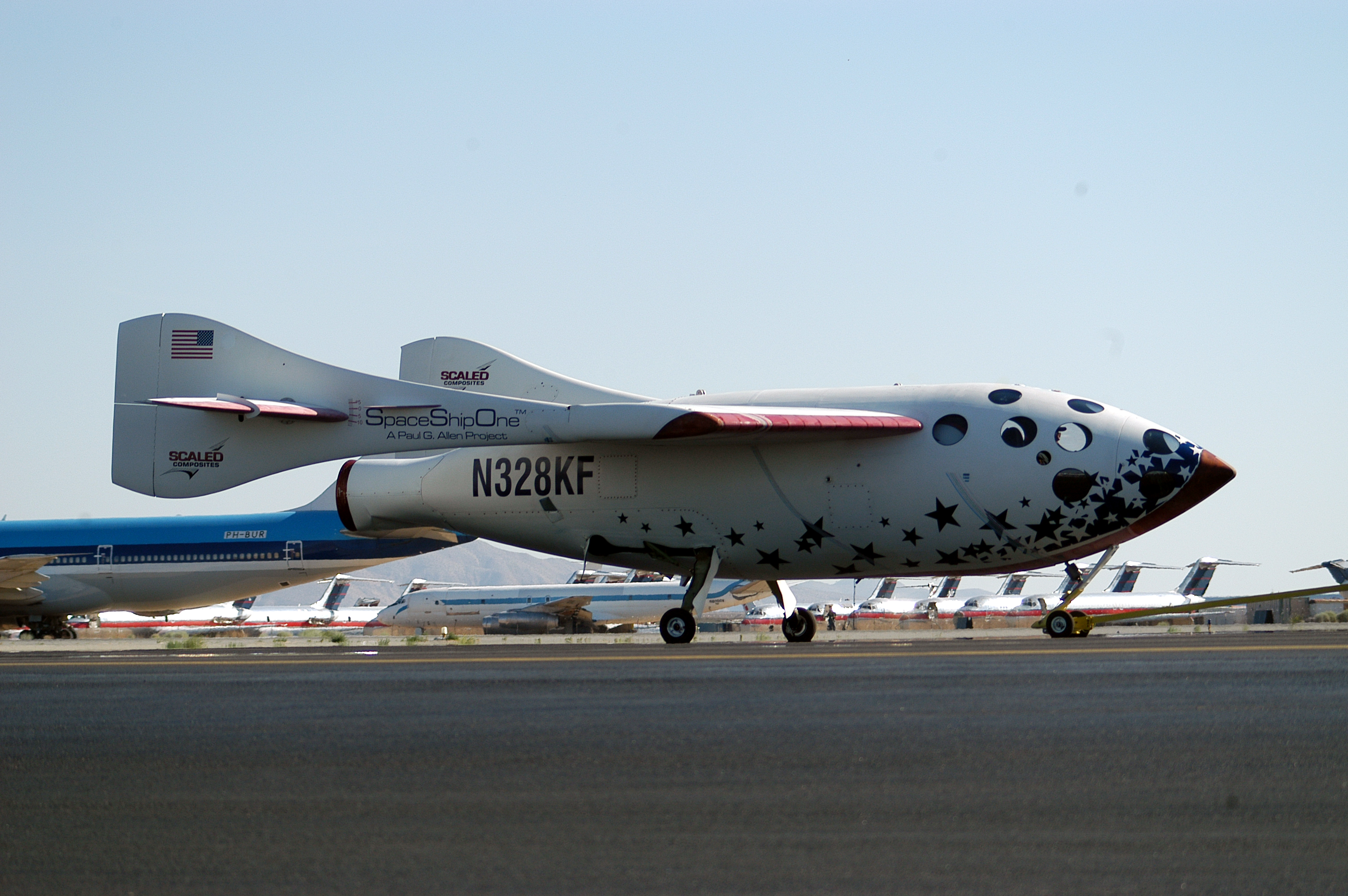
SpaceShipOne

Virgin Galactic, opgericht in 2004, is een bedrijf dat deel uitmaakt van de Virgin Group van Richard Branson, dat van plan is korte bemande ruimtevluchten aan te bieden aan het betalend publiek. Branson heeft plannen ontvouwd om een hele industrie rond ruimtetoerisme te starten en wil uiteindelijk zelfs een hotel in de ruimte bouwen.
Tussen 2001 en 2009 werden ruimtevluchten voor burgers aangeboden door het Russische ruimtevaartagentschap Roskosmos. Deze vluchten kosten rond de 20 miljoen euro. De vluchten van Virgin Galactic zouden een grote stap voorwaarts betekenen, omdat ruimtetoerisme hiermee ook binnen het bereik komt van mensen met een kleinere beurs. De vluchten van Virgin Galactic gaan echter niet hoger dan de rand van de ruimte en passagiers ervaren slechts enkele minuten gewichtloosheid.
Virgin Galactic wordt gerekend tot de NewSpace-beweging.
Op 28 oktober 2019 werd Virgin Galactic naar de New York Stock Exchange gebracht. Het bedrijf hoopt begin 2021 te beginnen met commerciële lanceringen. Op 11 juli 2021 volbracht het bedrijf een ruimtevlucht met Richard Branson. Op 29 juni 2023 voerde Virgin Galactic zijn eerste commerciële ruimtevlucht uit.

## Eerste plannen
Na de succesvolle vlucht van de SpaceShipOne in het kader van de Ansari X Prize-competitie, ondertekende Virgin Galactic op 25 september 2004 een contract met Mojave Aerospace Ventures om het eerste commerciële ruimtetuig te kopen met het oog op ruimtetoerisme. Volgens plan zullen er vijf ruimteschepen gebaseerd op het SpaceShipOne-toestel worden gebouwd. Het nieuwe schip zal bestuurd worden door een piloot en vijf passagiers kunnen vervoeren. Een vlucht moet ongeveer drie uur duren, waarbij rond de zeven minuten gewichtloosheid wordt ervaren. Een ticket voor een korte suborbitale ruimtevlucht buiten de dampkring zou aanvankelijk ongeveer 200.000 dollar kosten, waarvoor één vlucht en een week vluchttraining wordt aangeboden. Vanaf 2008 moesten deze vluchten mogelijk zijn. Winsten van eerdere vluchten moeten ervoor zorgen dat volgende vluchten goedkoper worden.

## SpaceShipTwo
In januari 2008 werd het ontwerp getoond van SpaceShipTwo, dat behoorlijk afweek van wat op grond van het origineel was verwacht. In het nieuwe ontwerp is er ruimte voor twee piloten en zes passagiers. Op 10 oktober 2010 maakte het bedrijf bekend dat haar prototyperuimteschip, de VSS Enterprise, een geslaagde eerste testvlucht heeft uitgevoerd.
Op 31 oktober 2014, in de nabijheid van de Mojave Air and Space Port stortte de VSS Enterprise neer. De testpiloot Mike Alsbury kwam daarbij om het leven en Pete Siebold raakte zwaargewond. In het persbericht liet de firma weten dat SpaceShipTwo serial 2, het tweede ruimteschip, voor twee derde is afgewerkt, en dat het programma niet in gevaar komt. WhiteKnightTwo, het draagvliegtuig, werd niet beschadigd bij het incident.
Eind 2016 werd een eerste airdrop-testvlucht en landing met het nieuwe SpaceShipTwo (de VSS Unity) en de WhiteKnightTwo uitgevoerd.  In 2018 en 2019 werden enkele door de raketmotor aangedreven testvuchten uitgevoerd waarbij de maximum hoogte steeds verder omhoog werd gebracht en de grens van 50 mijl die Virgin aanhoudt als grens van de ruimte enkele malen werd overschreden.
Richard Branson en zijn gezin zullen de eerste passagiers zijn. Een vlucht met SpaceShipTwo zal in eerste instantie 250.000 dollar kosten.

## SpaceShip III
Op 30 maart 2021 was de rollout van het eerste SpaceShip III genaamd VSS Imagine. SpaceShip III ziet er uit als een zilverkleurige versie van SpaceShipTwo. Maar de onderliggende constructie is volgens Virgin Galactic anders. Door gebruik van andere materialen is het voertuig goedkoper te bouwen, lichter, hitte-bestendiger en minder onderhoudsintensief. Daarnaast kunnen er zes in plaats van vier passagiers mee. Virgin Galactic verwachtte een korter testprogramma dan bij SpaceShipTwo. Een tweede SpaceShip III was bij de rollout reeds in aanbouw onder de naam VSS Inspire.
In juni 2024 werd de ontwikkeling van de twee SpaceShip III toestellen, VSS Imagine and VSS Inspire stilgelegd met de bedoeling om ze te gebruiken voor grondvesten van de opvolger, de Delta-class.

## Delta-class
De Delta-class ruimteschepen zijn gelijkaardig aan het SpaceShip III model. Het grote verschil zit hem in het feit dat het model verder verfijnd is om serieproductie toe te laten.  Eind 2024 was het plan dat het eerste Delta-class schip in 2026 zou vliegen. In februari 2025 kondigde Virgin Galactic aan de de constructie in maart zou starten.

## Nieuwe draagvliegtuigen
In juli 2022 bestelde Virgin Galactic twee nieuwe draagvliegtuigen bij Aurora Flight Sciences een subdivisie van Boeing. Het ontwerp van deze draagvliegtuigen zal voortborduren op het ontwerp van de WhiteKnightTwo.

## LauncherOne
Ook heeft Virgin Galactic een groot deel van de LauncherOne, een onbemande airdropped, orbitale draagraket voor lichtgewicht satellieten ontwikkeld. Begin 2017 werd de divisie rond deze raket echter ondergebracht in een nieuw bedrijf, Virgin Orbit. De CosmicGirl, een aangepaste Boeing 747-400 die de LauncherOnes zal lanceren was eind 2017 operationeel. Begin 2021 werd een baan om de aarde bereikt met een LaunchersOne.

## Toekomstplannen
Naast het verwezenlijken van wetenschappelijke en toeristische ruimtevluchten met SpaceShipTwo heeft Richard Branson meermaals aangegeven ook point-to-point ruimtevluchten als toekomst doel te zien. In 2005 had Scaled Composites daarvoor al een conceptontwerp genaamd SpaceShipThree klaarliggen. In oktober 2019 vertelde Branson dat Virgin Galactic daarom een samenwerking met Boeing is aangegaan om die mogelijkheid te onderzoeken. Op 30 maart 2021 de rollout-ceremonie van de S.S. Imagine een eerste SpaceShip III gehouden. Het is niet duidelijk of dit het point-to-point-ontwerp is. 
Ook werd bekend dat dochteronderneming "TheSpaceshipCompany" dat de ruimteschepen bouwde, inmiddels een integraal onderdeel van Virgin Galactic is geworden en dat die merknaam niet langer wordt gebruikt.
In december 2024 tekende Virgin Galactic een overeenkomst met de Italiaanse luchtvaartregulator Ente Nazionale per l’Aviazione Civile (ENAC) om een haalbaarheidsstudie te maken voor het gebruik van de zuid-Italiaanse luchthaven Taranto-Grottaglie voor Virgin Galactics Delta-class suborbital spaceplane.

## Concurrentie
Naast Virgin Galactic werkt ook Blue Origin aan een herbruikbaar suborbitaal commercieel ruimteschip genaamd New Shepard. Hun benadering is echter een verticale lancering met een ruimtecapsule voor 6 personen op een enkeltrappige draagraket.
Eerder had ook XCOR een vergelijkbaar suborbitaal ruimtevliegtuig in ontwikkeling. Dit werd echter na grote vertraging en opgelopen ontwikkelingskosten geannuleerd.
Mensen die langere ruimtevluchten willen maken moeten hun heil zoeken bij "reisbureaus" die ruimteschepen van SpaceX, Boeing en Roskosmos boeken of rechtstreeks een vlucht bij die bedrijven boeken.